# 테레사 쿠네군다 소비에스카

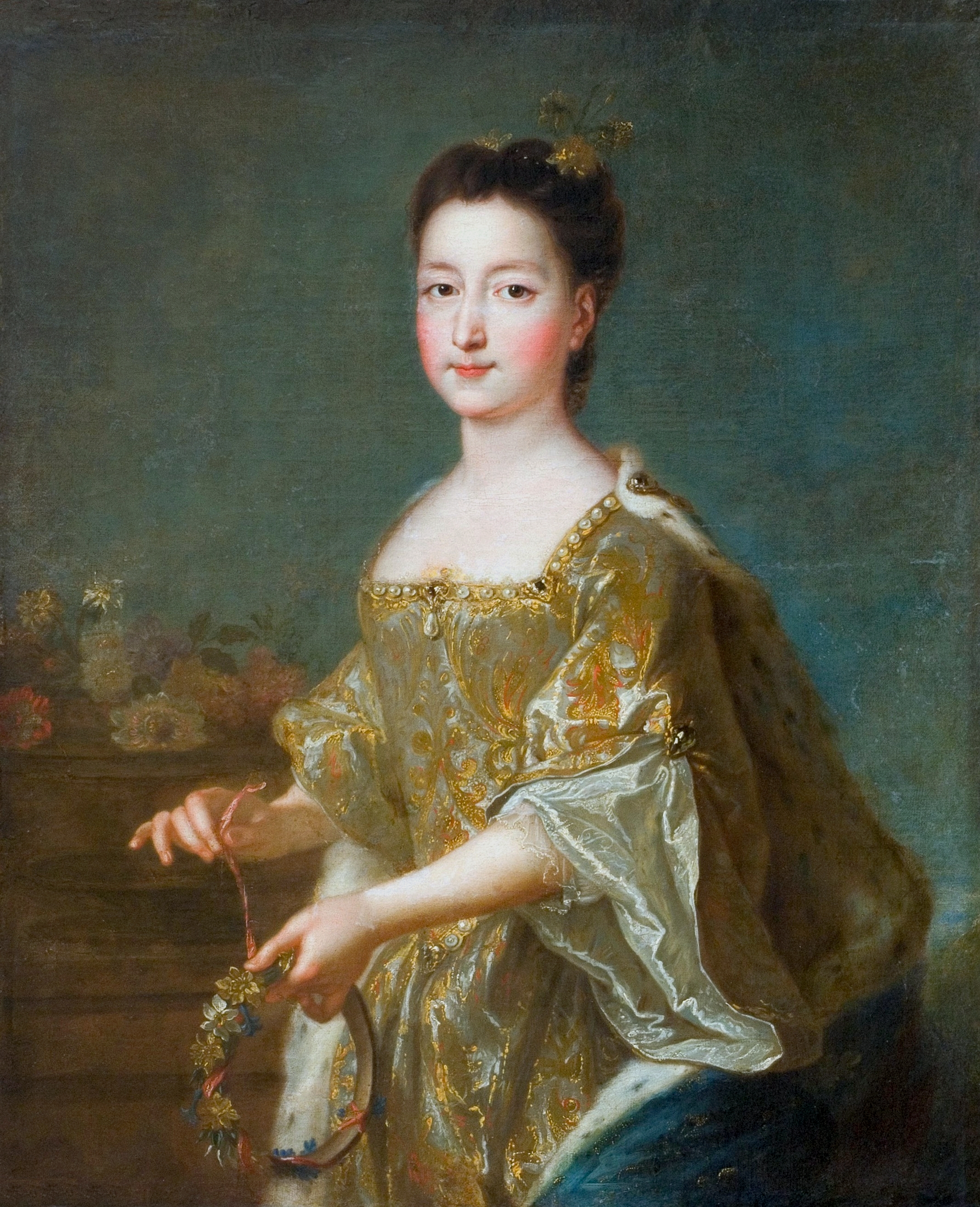
테레사 쿠네군다 소비에스카

테레사 쿠네군다 소비에스카(Teresa Kunegunda Sobieska, 1673년 3월 4일 ~ 1730년 3월 10일)는 바이에른 선제후 막시밀리안 2세 에마누엘의 두 번째 아내이다. 폴란드 왕 얀 3세 소비에스키의 딸로 1695년 막시밀리안과 결혼했다. 독일식 이름은 테레제 쿠니군데 폰 폴렌(Therese Kunigunde von Polen)이다.
테레사 쿠네군다는 남편과의 사이에서 10명의 자식들을 낳았으며 그 중 아들 카를 알베르트는 신성 로마 제국의 황제 카를 7세가 되었다.

## 자녀
| 사진 | 이름                             | 생일            | 사망                  | 기타                                                  |
| ---- | -------------------------------- | --------------- | --------------------- | ----------------------------------------------------- |
|      | 사산아                           | 1695년          | 1695년                | 요절                                                  |
|      | 마리아 안나 카롤린               | 1696년 8월 4일  | 1750년 10월 9일(54세) | 1720년 수녀가 됨                                      |
|      | 카를 7세                         | 1697년 8월 6일  | 1745년 1월 20일       | 신성로마제국 황제, 바이에른 후임 선제후               |
|      | 필리프 모리츠 마리아 폰 바이에른 | 1698년 8월 5일  | 1719년 3월 12일       | 뮌스터와 파더보른의 선출된 주교                       |
|      | 페르디난트 마리아 폰 바이에른    | 1699년 8월 5일  | 1738년 12월 9일(39세) | 제국 장군                                             |
|      | 클레멘스 아우구스트              | 1700년 8월 17일 | 1761년 2월 6일(60세)  | 튜튼 기사단의 그랜드 마스터                           |
|      | 빌헬름                           | 1701년          | 1704년                | 요절                                                  |
|      | 알로이스 요한 아돌프             | 1702년          | 1705년                | 요절                                                  |
|      | 요한 테오도르                    | 1703년          | 1763년                | 추기경, 리에주와 프라이징, 레겐스부르크 공작이자 주교 |
|      | 막시밀리안 요한 토마스           | 1704년          | 1709년                | 요절                                                  |